# Niphargus brixianus
Niphargus brixianus is een vlokreeftensoort uit de familie van de Niphargidae. De wetenschappelijke naam van de soort is voor het eerst geldig gepubliceerd in 1937 door Ruffo.